# Словеначке земље
Словеначке земље (слч. Slovenske dežele) историјска је деноминација за територије у средњој и јужној Европи гдје је становништво првенствено говорило словеначким језиком. Словеначке земље су биле дио Илирских провинција, Аустријског царства и Аустроугарске монархије (у Цислајтанији). Обухватале су Крањску, јужни дио Корушке, јужни дио Штајерске, Истру, Горицу и Градишку, Трст и Прекомурје. Њихова територија мање-више одговара данашњој Републици Словенији и сусједним територијама у Италији, Аустрији, Мађарској и Хрватској, гдје живе аутохтоне словеначке мањине. Подручја гдје се данашња Словенија граничи са сусједним државама, никада нису била хомогено етнички словеначка.

## Терминологија
Као и Словаци, и Словенци чувају самоименовање раних Словена као свој етноним. Израз Словенија није био у употреби прије почетка 19. вијека, када су га у политичке сврхе сковали словеначки романтичарски националисти, највероватније неко од ученика Јернеја Копитара. Почео је да се користи тек од четрдесетих година 19. вијека, када је потрага за политички аутономном Уједињеном Словенијом у оквиру Аустријског царства први пут узнапредовала током Прољећа народа. Словенија је први пут постала дефакто посебна административна и политичка цјелина 1918. с проглашењем Државе Словенаца, Хрвата и Срба.
Иако Словенија није постојала као аутономна административна јединица између 1921. и 1941. године, Дравска бановина Краљевине Југославије често се чак и у неким званичним документима једноставном називала Словенија.
Сходно томе, већина научника ради се назова на израз „Словеначке земље”, а не на израз „Словенија”, да би описали територију данашње Словеније и сусједних земаља у ранијим временима.

## Географска распрострањеност
У 19. вијеку територије које су се сматрале дијелом словеначких земаља биле су:
- Крањска;
- јужна Корушка;
- доња Штајерска;
- Словеначка крајина у жупанији Ваш и сусједне области жупаније Зала (Белтинци, Турнишче, Велика Полана, Кобиље) Краљевине Угарске;
- Женавци у Краљевини Угарској (сада Јенерсдорф у Бургенладну у Аустрији);
- већи дио жупаније Горица и Градишка, осим низина југозападно од Градишке и Крмина, које су већ биле дио историјске Фурланије;
- Царски слободни град Трст, град у данашњој Италији;
- сјеверна Истра, у савремени општинама Копар, Изола, Пиран, Хрпеље—Козина, Миље и Долина;
- Млетачка Словенија, до 1797. у саставу Млетачке републике, касније Краљевине Ломбардија—Венеција.

Жумберак и околина Чабра, који данас припадају Хрватској, дуго су били у саставу Војводине Крањске, па су се уопштено сматрали дијелом Словеначких земаља, посебно прије појаве романтичарског национализма у 19. вијеку, када тачна етничка границе између Словенаца и Хрвата још није била прецизирана.
Нису све територије које се помињу као „Словеначке земље” увијек имале већинског словеначко говорно становништво. Неколико градова, посебно у доњој Штајерској, задржало је њемачку говорну већину све до краја друге деценије 20. вијека, прије свега Марибор, Цеље и Птуј. Подручје око Кочевја у доњој Крањској, познато као жупаније Кочевско, имало је претежно њемачког говорно становништвпо између 14. вијека и 1941. када је пресељено споразумом између окупационих снага нацистичке Њемачке и фашистичке Италије. Слично њемачко „језичко острво” на словеначкој етничкој територији постојало је у садашњој италијанској комуни Трбиж, али је припадало Војводини Корушкој до 1919. године. Град Трст, чије су општинско подручје Словенци сматрали саставним дијелом Словеначких земаља, одувијек је имао романску говорну већину (прво фурланску, затим венецијанску и италијанску). Сличан случај је и са градом Горицом, који је вијековима служио као велико вјерског средиште Словеначких земаља, али је био насељен мјешовито италијанско-словеначко-фурланско-њемачким становништвом. Градови Копар, Изола и Пиран, окружени етничким словеначким становништвом, до истарско-далматинског егзодуса крајем четрдесетих и педесетих година 20. вијека били су насељени готово искључиво Италијанима који су говорили венецијански, као и велика подручја комуне Миље. У јужној Корушкој, поступак геманизације је започео крајем четрдесетих година 19. вијека, стварајући неколико подручја њемачког говорног подручја унутар онога што је раније била компактна словеначка територије. Од касних педесетих година 20. вијека, већина јужне Корушке има већинско њемачког говорно становништво, а локална словеначка мањина живи раштркана по цијелој области.
С друге стране, друга подручја са историјски важним словеначким заједницама, као што су хрватски градови Ријека и Загреб, као и словеначка села у жупанији Шомођ у Мађарској, никада нису сматрана дијелом Словеначке земље. Исто важи и за словеначке заједнице у југозападној Фурланији (у селима Градишке, Градизкуте, Горице, Горичице, Лестице и Белграду у доњем Тименту) које су се саме угасиле до краја 16. вијека.